# Fanny Zambon
Fanny Zambon, née le 11 avril 1996, est une cycliste française.

## Biographie
Après une classe préparatoire, elle intègre l'école nationale supérieure de génie industriel de Grenoble.

## Palmarès sur piste
- 2013
  - 3e du championnat de France de poursuite par équipes (avec Sophie Creux et Claire-Lise Comparat)
- 2014
  -  Championne de France de la course aux points juniors
- 2017
  - 2e du championnat de France de poursuite par équipes (avec Laurie Berthon, Marion Borras et Maëva Paret-Peintre)

## Palmarès sur route
- 2013
  - 2e du Chrono des Nations juniors
  - 3e du championnat de France du contre-la-montre juniors
- 2014
  - 2e du championnat de France sur route juniors
  - 3e du Chrono des Nations juniors
- 2016
  - 3e du championnat de France du contre-la-montre espoirs
- 2017
  -  Championne de France sur route espoirs